# Peter Gabriel (álbum de 1977)
Peter Gabriel I (estilizado como Car ou Peter Gabriel 1: Car) é o primeiro álbum de estúdio solo do músico britânico de rock progressivo Peter Gabriel. Lançado em 25 de fevereiro de 1977, foi produzido por Bob Ezrin. Gabriel e Ezrin reuniram músicos, incluindo o guitarrista Robert Fripp e seu futuro colega de banda, Tony Levin, até então baixista do grupo King Crimson. 
No lançamento do álbum, Gabriel começou a turnê com uma banda de sete peças em seu próprio nome. O álbum alcançou a sétima posição no Reino Unido e de 38 nos Estados Unidos. O primeiro sucesso solo do álbum veio com o single "Solsbury Hill" (1977), na qual o vocalista alega ser sobre "estar preparado para perder o que você tem pelo que pode adquirir [...] sobre deixar ir." Embora satisfeito com o material gravado, Gabriel notava que havia um exagero na produção do álbum, particularmente na canção "Here Comes the Flood". Essa canção foi lançada em duas versões no álbum de Robert Fripp, Exposurr (1979) — exclusivamente no piano e, piano acompanhada com sintetizador; uma terceira versão foi lançada no Álbum de greatest hits de Gabriel, Shaking the Tree: Sixteen Golden Greats (1990).

## Capa e título
A imagem na capa do álbum é de Peter Gabriel sentado no banco do passageiro dianteiro de um Lancia Flavia (1974), do proprietário Storm Thorgerson — co-fundador da Hipgnosis. As fotografias foram realizadas em Londres, com imagens do encarte em preto e branco e colorida à mão, e os reflexos modificados usando um bisturi, pelo artista Richard Manning. Uma alternativa de capa seria apresentar uma fotografia de Gabriel usando lentes de contato, visando realce espelhado nos olhos.
"Uma ideia que tive para a primeira capa foi usar lentes de contato espelhadas, levando cerca de um mês para encontrar alguém que fabricasse lentes de contato espelhadas. Alguém nos Estados Unidos, acho que em Boston, concordou em fazê-lo, mas eles me fizeram assinar algo que, se eu me machucasse, [ele] não assumiria nenhuma responsabilidade — porque eles colocariam um pouco de espelho na parte de trás dessas lentes duras. Era muito doloroso usá-los, mas o efeito era fantástico; era como ter esferas metálicas nos olhos."— Peter Gabriel.
O álbum é frequentemente chamado de Car, referindo-se à capa feita pelo artista Peter Christopherson, sendo também usada pelos fãs e pelos serviços streaming, atribuindo a imagem ao título.

## Lista de faixas
Todas as letras escritas por Peter Gabriel, exceto onde indicado. 
| N.º            | Título                       | Letras                      | Duração |  |
| 1.             | "Moribund the Burgermeister" |                             | 4:20    |  |
| 2.             | "Solsbury Hill"              |                             | 4:21    |  |
| 3.             | "Modern Love"                |                             | 3:38    |  |
| 4.             | "Excuse Me"                  | Peter Gabriel · Martin Hall | 3:20    |  |
| 5.             | "Humdrum"                    |                             | 3:25    |  |
| 6.             | "Slowburn"                   |                             | 4:36    |  |
| 7.             | "Waiting for the Big One"    |                             | 7:15    |  |
| 8.             | "Down the Dolce Vita"        |                             | 5:05    |  |
| 9.             | "Here Comes the Flood"       |                             | 5:38    |  |
| Duração total: | Duração total:               | Duração total:              | 42:03   |  |

## Créditos
- Peter Gabriel – vocal  ·  teclado  ·  flauta  ·  flauta doce
- Robert Fripp – guitarra (elétrica  ·  violão)  ·  banjo
- Tony Levin – baixo  ·  tuba
- Jozef Chirowski – teclado
- Larry Fast – sintetizador  ·  programação
- Allan Schwartzberg – bateria
- Steve Hunter – violão (faixa 2)  ·  guitarra solo (faixas 6 e 7)  ·  guitarra elétrica  ·  guitarra rítmica  ·  pedal steel
- Dick Wagner – backing vocal  ·  guitarra (faixa 9)
- Jimmy Maelen – percussão
- Orquestra Sinfônica de Londres – orquestra (faixas 8 e 9)
- Michael Gibbs – arranjo orquestral